# Герб Коктебеля
Герб Коктебеля — офіційний символ селища Коктебель, затверджений 26 листопада 2009 року. Автори — Олег Маскевич, Євген Прочуханов і Віктор Коновалов.

## Опис
На гербі зображені ліра, крила, Золоті Ворота і гроно винограду, які символізують Коктебель. Селище вважається колискою авіації, батьківщиною кримських коньяків, а також місцем, оспіваним музикантами, літераторами й художниками.
Герб являє собою щит, увінчаний срібною короною і покладений на срібний картуш, прикрашений знизу виноградними і лавровими гілками, а також червоною стрічкою з назвою селища. У верхньому червоному полі зображена золота ліра зі срібними крилами, в правому синьому полі — Золоті Ворота Карадага, в лівому зеленому полі — золотий кетяг винограду з двома листками і п'ятьма золотими зірками, розташованими по дузі над ним.

## Значення символів

### Золота ліра
Емблема мистецтва. Вона символізує життя і творчість поета, художника, філософа, невтомного мандрівника, співака Киммерії Максиміліана Волошина, що створив літературну славу Коктебеля. Його ім'я невіддільно від селища, оскільки завдяки йому Коктебель став і продовжує бути місцем паломництва знаменитих поетів, письменників і художників, які оспівують цей край.

### Срібні крила
Коктебель — колиска авіації. День відкриття першого зльоту — 1 листопада 1923 року — став днем народженням вітчизняного планеризму. Молодший онук Івана Айвазовського Костянтин Арцеулов заснував Вищу льотну планерну школу. У небі над Коктебелем літали знамениті льотчики й авіаконструктори, що зробили багато для світової авіації і космонавтики. Видатний конструктор космічних кораблів Сергій Корольов тут підняв в повітря свій перший планер, назвавши його «Коктебель» на честь цих прекрасних місць. А інші знамениті пілоти встановлювали над Коктебелем світові рекорди дальності і тривалості польотів.

### Гроно винограду
Символ сприятливих природних умов для розвитку промислового виноградарства і виноробства, закладеного півтора сторіччя тому Едуардом Юнге і його синами.

### П'ять зірочок
Нагадування про те, що «Коктебель — країна коньяків».

### Золоті Ворота
Основна визначна пам'ятка Карадагського природного заповідника, у підніжжя якого розташований Коктебель.

### Кольори
Червоний колір символізує мужність першопрохідців, життєствердну силу мистецтва і працю. Зелений — достаток, багатий природний світ і родючість місцевої землі.
Синій колір відображає красу і велич навколишньої природи. Коктебель — це «Край синіх горбів» у перекладі з тюркської, на якій говорили ще алани, що населяли цю місцевість з початку нашої ери. Ще він підкреслює безкрайню синь Чорного моря і Коктебелівської затоки із затишними пляжами.